# Darnell Furlong
Darnell Anthony Furlong, född 31 oktober 1995, är en engelsk fotbollsspelare som spelar för West Bromwich Albion.
Furlong har rötter från ön Montserrat i Karibiska havet.